# Петр (Цаава)
Митрополит Петро (груз. მიტროპოლიტი პეტრე в миру Паата Ревазовіч Цаава, груз. პაატა რევაზის ძე ცაავა 7 квітня 1970, Сенакі, Грузинська РСР) — заборонений в служінні єпископ Грузинської Православної Церкви, колишній митрополит Чкондідський. Заборонений в служінні 31 жовтня 2019 року.

## Біографія
Закінчив економічний факультет Тбіліського університету .
Уже на рубежі 1980-1990-х років XX століття Церква Грузії, гнана радянською владою (реально діючих на той час було всього кілька монастирів), стає тим ядром, навколо якого збираються національні патріотичні сили суспільства. Багато патріотів з національно-визвольного руху цілеспрямовано йдуть служити Церкві і стають духовними особами на тлі наростаючих патріотичних устремлінь в суспільстві. Серед них більшість сьогоднішніх митрополитів і архієпископів Грузії, як Димитрій Шіолашвілі, Петро Цаава і ін. В цей період Церква Грузії традиційно і об'єктивно є об'єднуючим і цементуючим форпостом для даних сил.
У 1997—2000 роках навчався в Тбіліській духовній семінарії .
У 27 серпня 2000 був пострижений у чернецтво з ім'ям Петро, 28 серпня — висвячений у сан ієродиякона, а 3 листопада — у сан ієромонаха.
З 2000 року очолював духовно-культурний центр в селі Сно Казбегського району.
16 липня 2002 року Католикосом-патріархом Іліёй II нагороджений золотим хрестом і зведений в сан ігумена .
17 жовтня 2002 року рішенням Священного Синоду Грузинської православної церкви область Цілкні відділена від області Казбегі, в межах якої була утворена Стефанцміндська і Хевська єпархія. Правлячим єпископом новоствореної єпархії Священний Синод обрав ігумена Петра (Цаава) . 27 жовтня того ж року в кафедральному соборі Светіцховелі відбулася його єпископська хіротонія .
21 грудня 2006 року було переведено на Чкондідську кафедру .
2 серпня 2010 року возведений в сан митрополита .
31 жовтня 2019 року, рішенням Священного Синоду Грузинської Православної Церкви заборонений у священнослужінні і спрямований на покаяння в монастир . Після цього митрополит Петро заявив журналістам, що причиною прийнятого рішення стали його викриття вищих ієрархів Церкви в гомосексуальності.